# Processorkärna

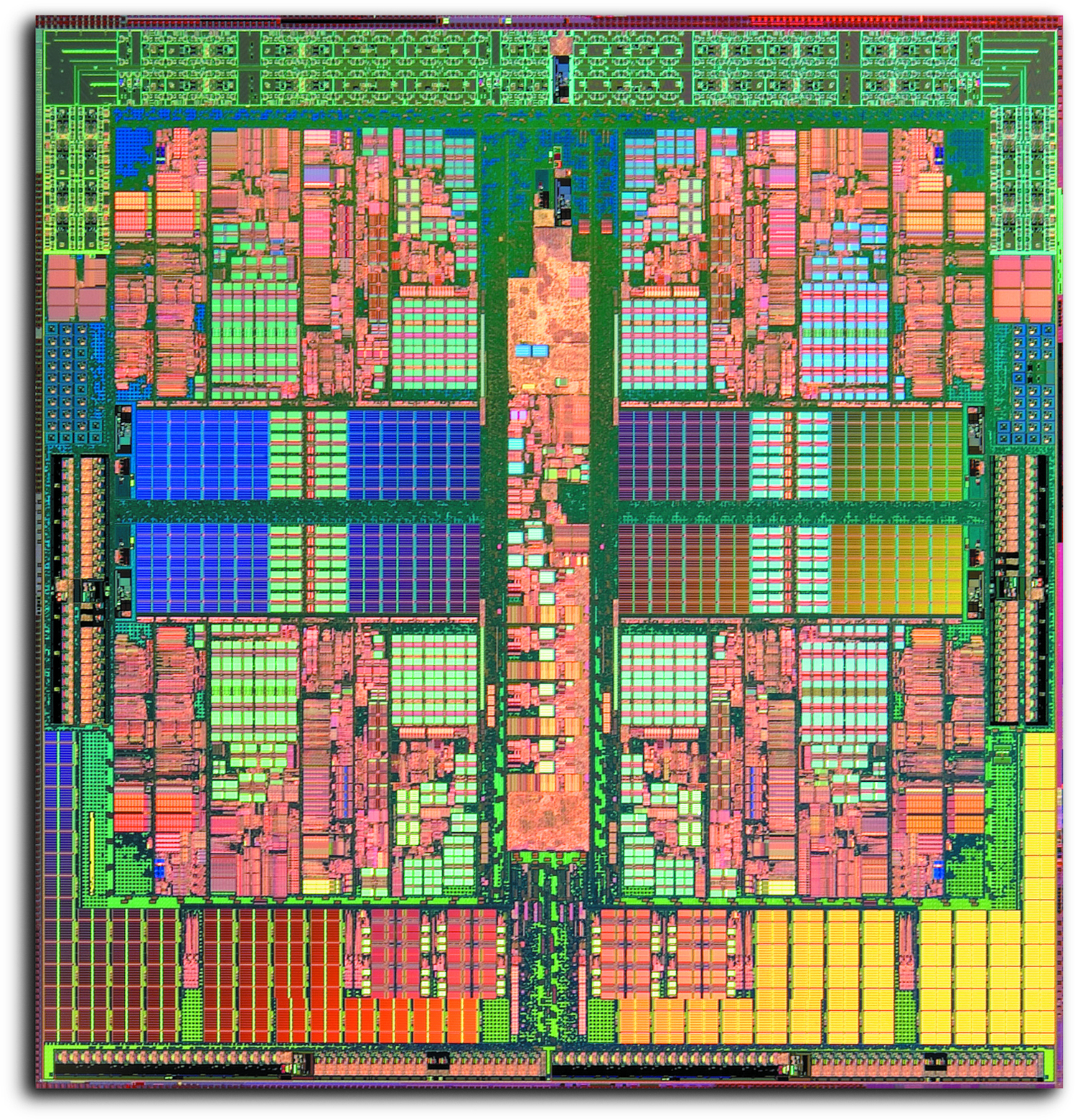
En fyrkärnig processor från AMD

Processorkärnan är den innersta delen i en processor som utför databeräkningar.
Ursprungligen tillverkades endast processorer med en kärna. En enkelkärnig processor (engelska: single-core processor) kan endast hantera en instruktion åt gången.
Fram till och med år 2005 fanns det fler enkelkärniga processorer än flerkärniga processorer. En flerkärnig processor (engelska: multi-core processor) består av två eller flera kärnor. En flerkärnig processor kan beskrivas som en integrerad krets med två eller flera separata processorer (i denna mening kallade kärnor).
| Antal kärnor | Svenskt namn  | Engelskt namn         | Exempel           |
| ------------ | ------------- | --------------------- | ----------------- |
| 1            | enkelkärnig   | single-core           | Intel Pentium III |
| 2            | dubbelkärnig  | dual-core             | Intel Core 2 Duo  |
| 3            | trippelkärnig | triple-core, tri-core | AMD Phenom X3     |
| 4            | fyrkärnig     | quad-core             | Intel Core 2 Quad |
| 6            | sexkärnig     | hexa-core, hex-core   | AMD Phenom II X6  |
| 8            | åttakärnig    | octa-core             | AMD Bulldozer     |